# Nikli
Nikli (grec: Νίκλι) o Amyklai o Amyklion (Ἀμύκλαι, Αμύκλιον) fou una vila de Grècia al Peloponès situada al lloc de l'antiga Tegea. Durant la dominció llatina fou coneguda com a Nicles en francès i Nicli en italià. Sota els otomans es va dir Paleia Episkopi (Vella seu del Bisbe) perque havia allotjat un bisbat sota domini franc però els habitants es van traslladar a l'inici de la independència a un lloc que del seu propietari turc es deia Ibrahim Effendi, i que va agafar el nom de Nea Episkopi, si bé la població mai va allotjar un bisbe sinó que es referia al bisbe medieval de Paleia Episkopi. Del lloc medieval encara resta l'església metropolitana de Nikli, a la part alta de l'antic teatre de Tegea, a la zona on hi havia el castell de Nikli que estava protegit per un costat pel petit riu Sanovistres i per l'altre pel riu Sarandapotamos.
Nikli fou la capital de la baronia de Nikli que va existir del 1209 al 1296 quan la capital fou conquerida pels romans d'Orient.